# Muay Lao

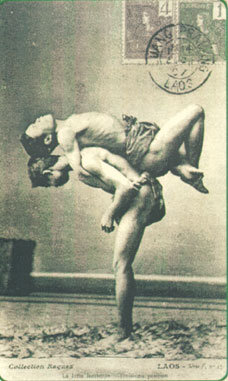
Démonstration de muay lao (carte postale d'époque coloniale).

Le muay lao (en laotien : ມວຍລາວ, « boxe laotienne ») est un art martial du Laos très semblable au Muay Thaï (Thaïlande) ou au Kun Khmer (Cambodge). Le style ancien est appelé muay lai lao.
Comme dans toutes les boxes du Sud-Est asiatique (kun khmer, muay thaï, lethweï, tomoï), les nakmuays lao professionnels (haut niveau) utilisent sur le ring les poings, les genoux, les coudes et les pieds lors des combats. Par contre, les coudes sont interdits aux nakmuays amateurs et nakmuays enfants. Cet art martial est moins connu que le muay thai (Thaïlande) ou le kun khmer (Cambodge), mais il est aussi efficace. Beaucoup de champions en Thaïlande sont des Laos, de la province Isan.

## Termes utilisés
- Achan: le maître ou l'enseignant de muay lao
- Lai muay : le mot utilisé pour décrire les techniques de muay lao (mai muay pour le muay thai)
- Muay : c'est le mot lao qui décrit un style d'arts martiaux. Par exemple, le mot muay peut être utilisé comme cela : muay karaté, muay kung fu, muay jiu-jitsu, muay thai, muay lao, etc.
- Nak muay : les mots qui décrivent une (des) personne(s) qui pratique les arts martiaux ; dans notre cas, Nak Muay Lao ou Nak Muay Thaï
- Wai khou : les mots utilisés pour décrire la danse d’un Nak Muay performant pour le respect envers son Ajarn (maître ou enseignant)
- Lao/thai nombres : 
  - sun - zéro ;
  - nung - un ;
  - song - deux ;
  - sam - trois ;
  - si - quatre ;
  - ha - cinq ;
  - hok - six ;
  - chet - sept ;
  - pet - huit ;
  - kao - neuf ;
  - sip - dix.

## Définition
(décembre 2010).
Le contenu est difficilement compréhensible vu les erreurs de traduction, qui sont peut-être dues à l'utilisation d'un logiciel de traduction automatique.
Le muay lai lao est un art martial ancien du Laos. Il tire son origine des arts martiaux khmers datant de l'apogée de l'empire d'Angkor sur la région. Des princes laotiens ont été élevés à la cour d'Angkor avant d'être installés sur le trône au Laos. Le muay lao a une identité propre. Le muay lai lao est un art de combat et aussi une forme de boxe qui montre la position du corps rusée du boxeur.
Le muay lai lao est appelé aussi muay seua lak hang : le tigre tirant la queue et il a été transmis de génération en génération, on voit souvent des démonstrations de cet art de combat durant les différents festivals traditionnels, comme le Festival des Fusées "Bun Bang Fai", Ces exhibitions, montrent des mouvements fluides et gracieux, exécutés avec force et est destiné à abattre ou à se débarrasser d'un adversaire. Il y a beaucoup de techniques mortelles comme le Hang Suea Sabat ou la Queue mortelle du Tigre. Actuellement, les sportifs et les professeurs de muay lai lao ont promu et ont amélioré le muay lao; il a été discipline officielle lors des "South east Asean Games" en 2009 à Vientiane au Laos.
Pour les boxeurs, le muay lai lao reste un style létal qui ne doit pas être pris à la légère. De nos jours, le muay lai lao perdure au Laos, et à l'étranger, dans la province Sakon Nakon (Isan) en Thaïlande. À l'occasion des festivals, on y voit la danse du muay boran (ram muay). Les danseurs s'habillent selon l'ancien style muay. Beaucoup portent le mongkon (serre-tête traditionnel) sur la tête et arborent des tatouages de tigre, de serpent sur certaines parties du corps, comme les jambes.
Le muay lao est un art martial qui combine la culture traditionnelle populaire du monde rural et le combat sous sa forme codifiée et moderne (boxe sur un ring). De nos jours, muay lai lao a trois branches :
- la parade muay boran (spectacle traditionnel à l'occasion des festivals);
- le wai khou (hommage rendu aux Maîtres: "achan") ;
- la boxe (pratiquée au Laos: muay lao et dans les provinces "Lao" (Isan) de Thaïlande: [Muay thai]).